# Wolfsgrube Thurnau

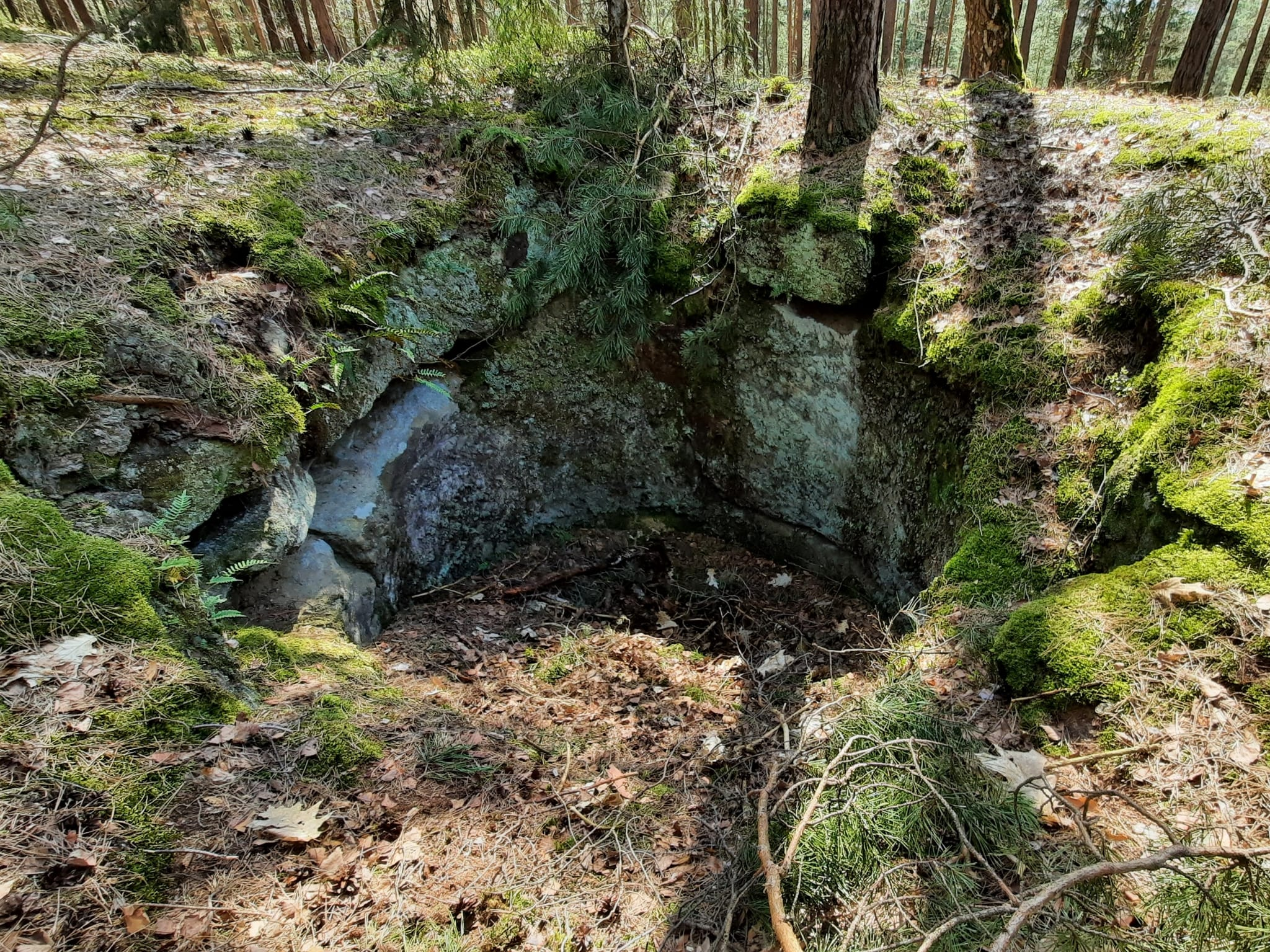
Wolfsgrube im Hutschdorfer Forst bei Thurnau (2022)

Die Wolfsgrube Thurnau ist eine historische Jagdanlage zum Fang von Wölfen. Die Wolfsgrube befindet sich im Hutschdorfer Forst, etwa 1,5 Kilometer nordöstlich des Marktes Thurnau im Landkreis Kulmbach.

## Beschreibung der Anlage
Die kreisrunde Wolfsgrube hat heute eine Tiefe von 2,00 Meter und einen Durchmesser von 2,10 Meter. Ein großer Teil der Grube ist aus dem Rhätsandsteinfelsen herausgemeißelt. Der Rest ist aus Sandsteinen aufgeschichtet. Ein Teil dieser Trockenmauerung ist eingestürzt.

## Geschichte
Die Wolfsgrube liegt am Rand des Hutschdorfer Forstes, der sich über Jahrhunderte im Besitz der Grafen von Giech auf Thurnau befunden hat. Wann sie angelegt und wie lange sie benutzt wurde, ist nicht überliefert. Nördlich der Wolfsgrube befindet sich die Einzel-Oberwolfsknock, deren Ortsname ebenfalls auf die Jagd dieser Raubtiere hinweisen mag. Besonders während und nach dem Dreißigjährigen Krieg wurde die Gegend von ganzen Wolfsrudeln unsicher gemacht.